# Clypeococcum hypocenomycis
Clypeococcum hypocenomycis is een korstmosparasiet behorend tot de familie Polycoccaceae. Hij komt alleen voor op het Gewoon schubjesmos (Hypocenomyce scalaris).

## Verspreiding
In Nederland komt Clypeococcum hypocenomycis zeer zeldzaam voor. 